# Saint-Alexis-des-Monts
Saint-Alexis-des-Monts es un municipio parroquial canadiense situado en la provincia de Quebec.

## Superficie
Saint-Alexis-des-Monts tiene una superficie de 1035,74 km².

## Demografía
En 2021, tenía 2999 habitantes, una densidad poblacional de 2,9 hab./km², y 2136 viviendas.